# برونو باوم
برونو باوم (و. 1910 – 1971 م) هو سياسي، وكاتب سيناريو من ألمانيا الشرقية، ولد في برلين، توفي في بوتسدام، عن عمر يناهز 61 عاماً.

## مناصب
تولى منصب عضو في مجلس الشعب ‏ (1957–1963)
- عضو في برلمان برلين ‏ (26 نوفمبر 1946–14 يناير 1949)[4]

.

## التعليم
تعلم في مدرسة لينين الدولية ‏
.

## جوائز
حصل على جوائز منها:
- نيشان كارل ماركس
- وسام الاستحقاق الوطني الذهبي
- راية العمل [الإنجليزية]‏